# Jean Arènes
Jean Arènes  ( 1898 - 1960 ) fue un botánico francés.
Desarrolló gran parte de su actividad científica en el Museo Nacional de Historia Natural de Francia, Laboratorio de Fanerógamas, en París.

## Algunas publicaciones
- 1945. Monographie du genre 'Microsteira Baker' : Genre endémique malgache de malpighiacées
- 1947. Monographie du genre 'Tristellateia'
- 1948. Contribution à l'étude du genre 'Carduus'
- 1950. Essai sur l'évolution quaternaire de la Marne inférieure et sur la formation de la boucle de Saint-Maur
- 1951. Le Groupe spécifique du : 'Centaurea paniculata' L. 'sensu latissimo'
- Bouchard, J; J Arènes. 1952. A propos d'un Gagea critique de Caussols (Alpes-Maritimes). Société Botanique de France, Bull. Soc. Bot. Fr. 99 (4-6) : 161-163
- 1955. Contribution à l'étude de l'influence des glaciations sur la répartition des flores et des faunes : Travaux de E. Angelier, J. Arènes, A. Cailleux, Dr H. Cleu, G. Depape, H. Gaussen... etc. réunis par J. Arènes

### Libros
- Tardieu-Blot, M-L; A Guillaumin, J Arènes, F Pellegrin, J-H Humbert, F Gagnepain, S Jovet-Ast. 1938. Supplément à la Flore générale de l'Indo-Chine publiée sous la direction de H. Humbert. Ed. Muséum national d'histoire naturelle, Laboratoire de phanérogamie. 1.028 pp.
- Arènes, J; J-H Humbert, N Madagascar. 1950. Flore de Madagascar et des Comores : Plantes vasculaires. Ed. Muséum national d'histoire naturelle, Laboratoire de phanérogamie
- ----. 1959. Flore de Madagascar et des Comores : Plantes vasculaires. Ed. Muséum national d'histoire naturelle, Laboratoire de phanérogamie. 539 pp.

## Honores

### Epónimos
- (Asteraceae) Cirsium arenesii Milliat & Arènes[1]

- (Asteraceae) Onopordum arenesii Jeanj.[2]

- La abreviatura «Arènes» se emplea para indicar a Jean Arènes como autoridad en la descripción y clasificación científica de los vegetales.[3]